# ابناب
ابناب (به لاتین: Abenab) در نامیبیا است که در otjozondjupa region واقع شده‌است.